# Twinings

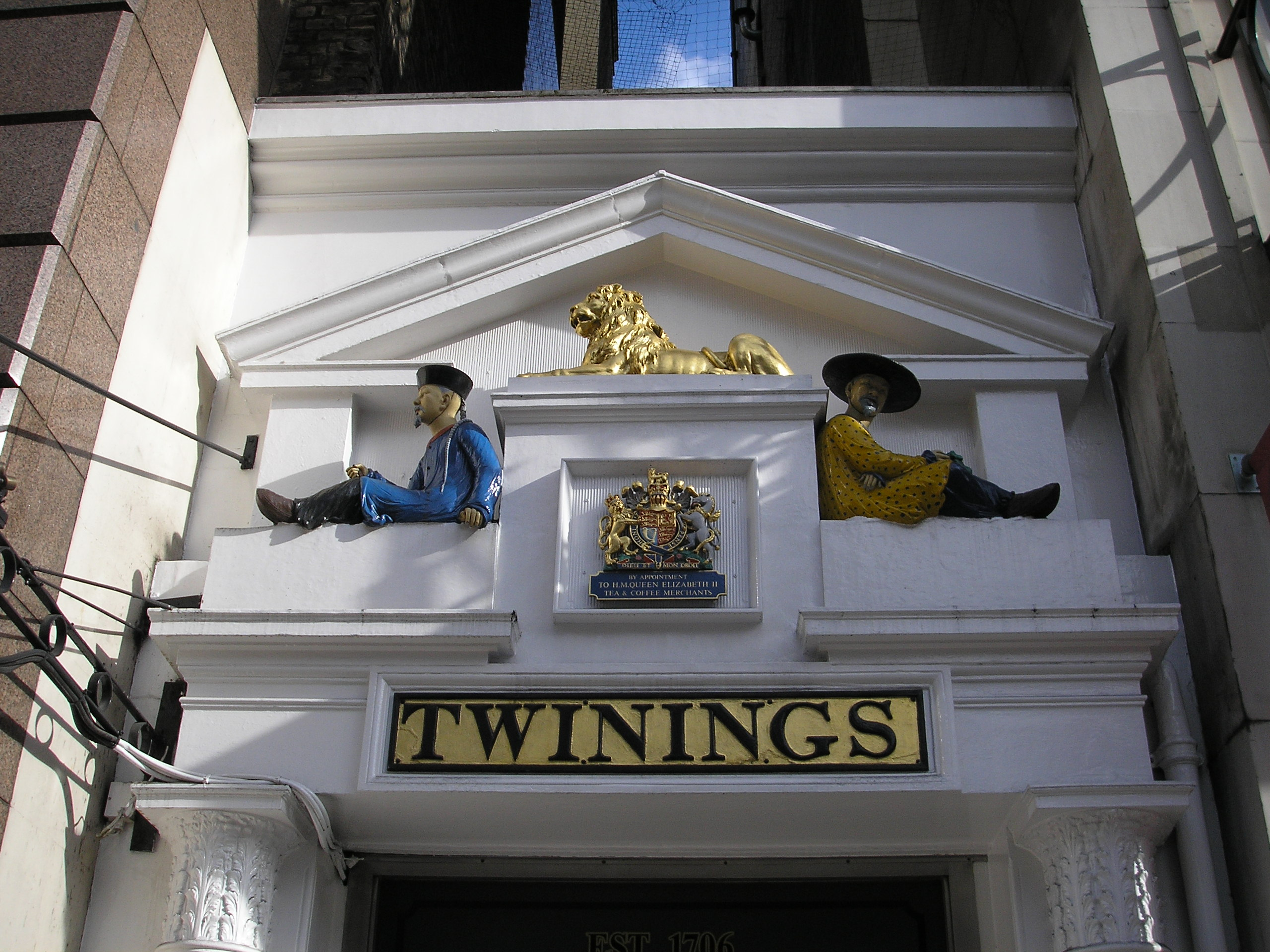
Antigua tienda Twinings en Strand (Londres).

Twinings /ˈtwaɪnɪŋz/ es una marca de té con sede en Andover, Hampshire, Inglaterra.

## Historia
El fundador de Twinings, Thomas Twining, abrió el primer salón de té conocido en el 216 de Strand (Londres) en 1706, y aún sigue funcionando. El logotipo de la compañía, creado en 1787, es uno de los más antiguos del mundo que ha tenido uso continuo desde su creación. Poseedora de una Autorización Real, Twinings ha sido propiedad de  Associated British Foods desde 1964.
En 2006 Twinings celebró su 300º aniversario, con un té especial y su correspondiente caddy.

## Productos
Twinings comercializa principalmente tés de gama media, como el Lapsang souchong, Lady Grey y Darjeeling, además de infusiones, café y chocolate. Suele aceptarse que fue la primera compañía que elaboró la mezcla Earl Grey en Gran Bretaña durante el mandato de Charles Grey, 2.º Earl Grey, aunque este hito es disputado por la marca rival Jacksons of Piccadilly, que ahora es propiedad de Twinings.
En 2005, Twinings presentó su primer té genérico bajo la marca Everyday Tea. En 2006 empezó a producir una bebida enlatada de chocolate, y en 2007 también lanzaron al mercado un selección de cafés enlatados.
La compañía es un miembro fundador del Ethical Tea Partnership, un grupo de marcas de té que fomenta una política de comercio justo y vela por las condiciones éticas de las plantaciones de té.
Twinings es propietaria de Nambarrie, una marca de té con sede en Belfast (Irlanda del Norte) que ha estado en activo durante 140 años. En abril de 2008 Twinings anunció su decisión de cerrar la planta de Nambarrie, diciendo que necesitaba consolidar sus operaciones de fabricación en el Reino Unido para afrontar el incremento de la competencia global trasladando la producción a China y Polonia a finales de 2011.

## Críticas
A pesar de ser miembro del Ethical Tea Partnership, Twinings ha sido relacionada con varios problemas éticos y medioambientales, incluyendo la peor clasificación ECRA por cobertura medioambiental, el uso del aceite de palma, las presiones en pro de la legislación sobre el azúcar de la UE y la propiedad de subsidiarias en paraísos fiscales. En la revista Ethical Consumer recibió una puntuación de 2 sobre 20, siendo 0–4 el rango considerado Muy Malo.

## Miembros notables de la familia Twining
- Elizabeth Twining (1805–1889), ilustradora botánica.
- Louisa Twining (1820-1912), filántropa y reformadora social.
- Edward Twining (1899–1967), gobernador colonial británico.